# Villa Talea de Castro
Villa Talea de Castro är en kommun i Mexiko.   Den ligger i delstaten Oaxaca, i den sydöstra delen av landet, 400 km sydost om huvudstaden Mexico City.
Följande samhällen finns i Villa Talea de Castro:
- San Bartolomé Yatoni
- Otatitlán de Morelos